# Ministerio de Comercio e Intereses Marítimos
El Ministerio de Comercio e Intereses Marítimos fue un departamento del Poder Ejecutivo Nacional con competencias en comercio exterior e interior, y asuntos navales.
Fue creado por Ley N.º 22 450 del presidente (de facto) Jorge Rafael Videla del 27 de marzo de 1981 (publicado el 1 de abril del mismo año). La nueva cartera estaba compuesta por las Subsecretarías de Comercialización; de Comercio Exterior e Integración Regional; de Negociaciones Comerciales Internacionales; de Intereses Marítimos; y Técnica y de Coordinación Administrativa. El 28 de abril de 1981, el jefe de Estado transfirió a los nuevos ministerios facultades hasta entonces en manos de los Ministerios de Economía y de Bienestar Social.
El 17 de septiembre, el gobierno transfirió a la órbita de Comercio e Intereses Marítimos la Empresa Líneas Marítimas Argentinas (ELMA), la Administración General de Puertos (AGP) y la Empresa Flota Fluvial del Estado Argentino (EFFEA).
El 23 de diciembre de 1981, se volvió efectiva una nueva reorganización del gabinete nacional y el Ministerio de Comercio e Intereses Marítimos dejó de existir.